# Lars Norén

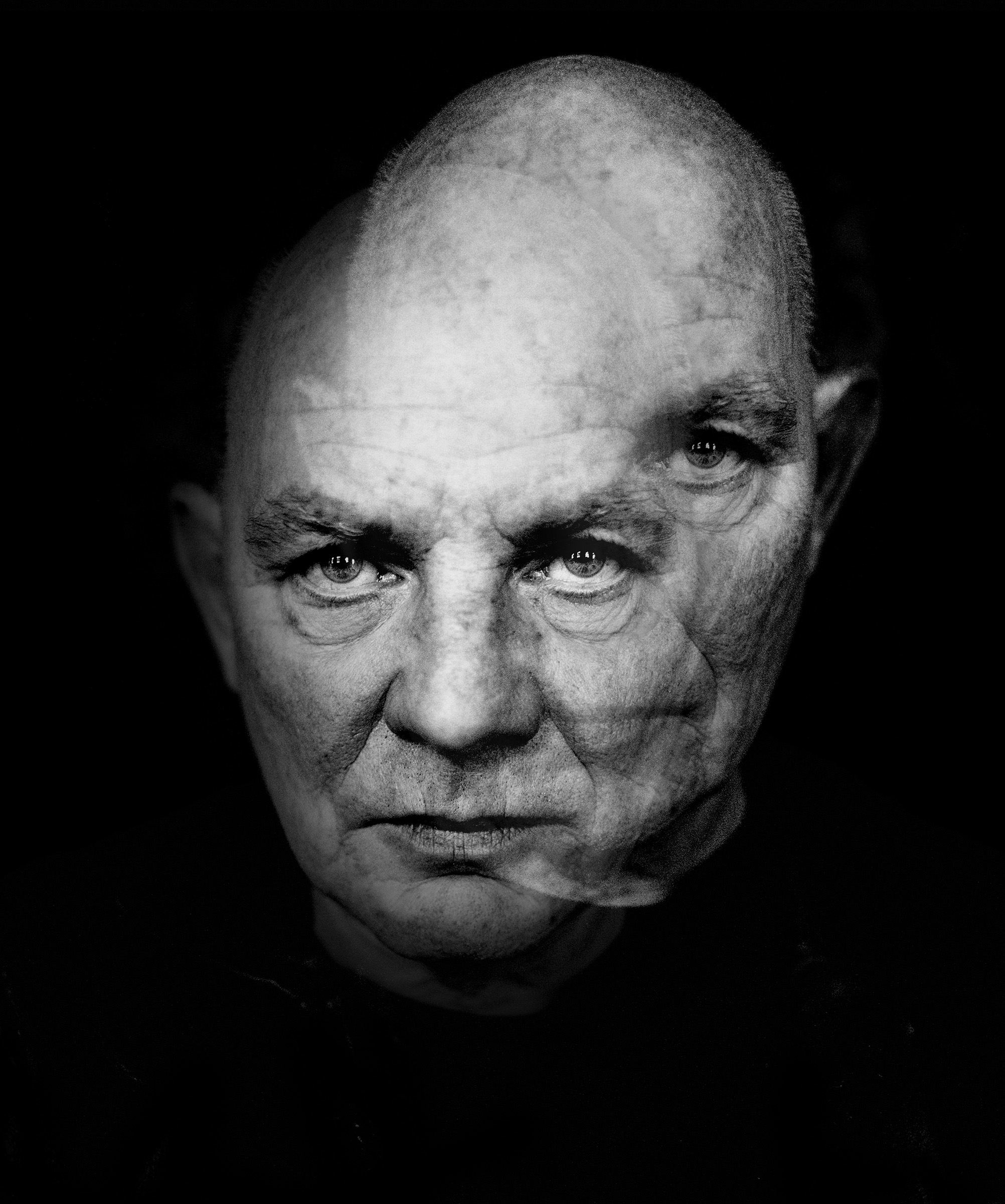
Lars Norén fotografiert von Oliver Mark, Berlin 2003

Lars Norén (* 9. April 1944 in Stockholm; † 26. Januar 2021 in Stockholm) war ein schwedischer Lyriker, Dramatiker und Bühnenregisseur.

## Leben

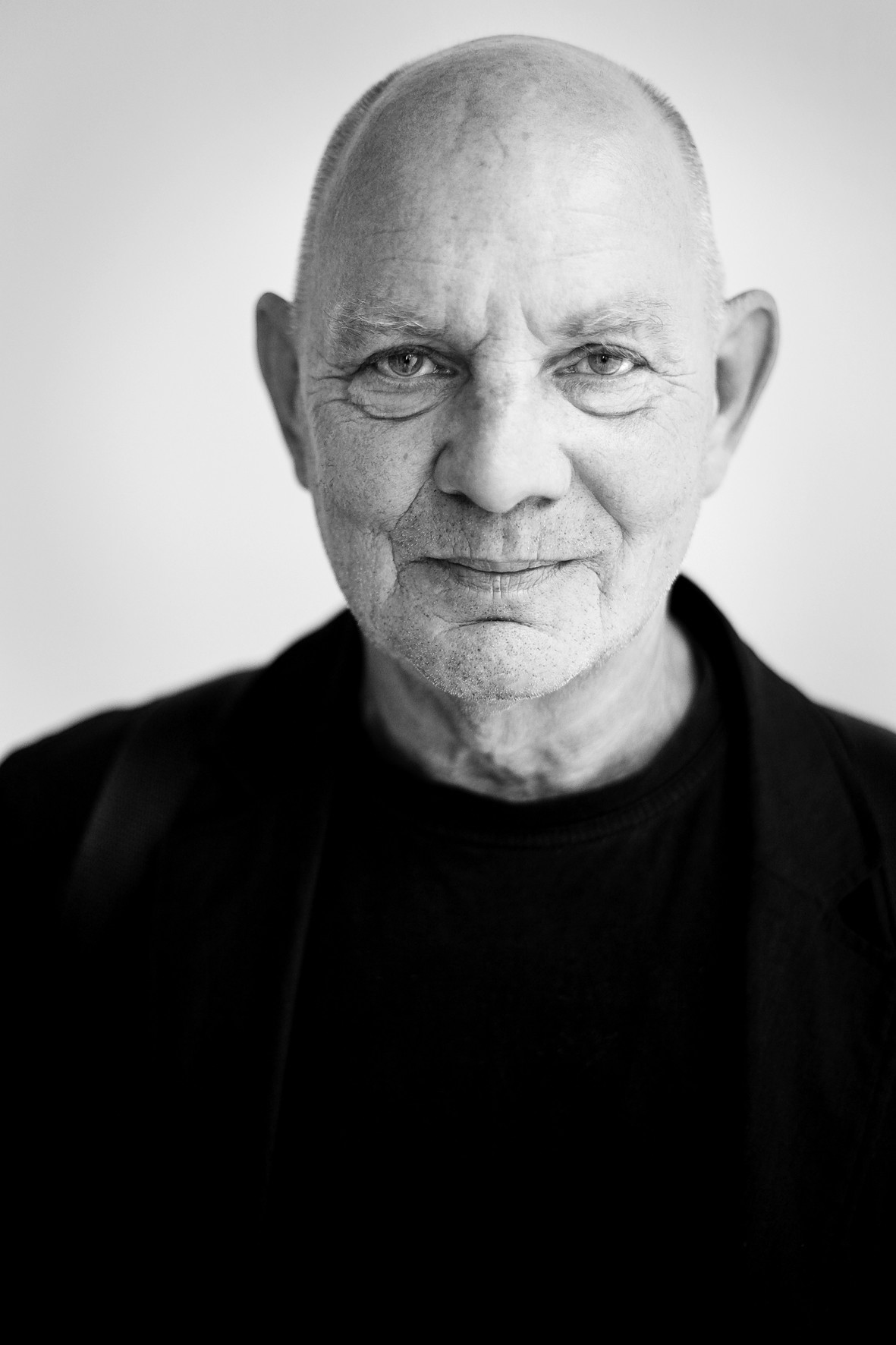
Lars Norén (2012)

Geboren 1944 in Stockholm, wuchs Norén in Genarp und Lund auf. Er begann seine literarische Arbeit als Lyriker. Zwischen 1962 und 1980 erschien fast jedes Jahr ein Gedichtband von ihm in Schweden. Seinen ersten Kontakt zum Theater hatte er 1961/62 als Regieassistent in Stockholm. Bis sein erstes Stück herauskam, dauerte es allerdings noch zehn Jahre. Die Fürstenlecker erschien 1972. Der Durchbruch als Dramatiker erfolgte Ende der 1970er Jahre.
Ab 1993 war Norén auch als Regisseur tätig. Bis Mai 2005 war er Intendant des Stockholmer „Riksteater“. Von 2009 bis 2011 war er Direktor des Folkteaterns in Göteborg. Er starb im Januar 2021 im Alter von 76 Jahren an einer COVID-19-Erkrankung.

## Die Stücke

### Sieben drei
Zunächst standen die Familie und mit ihr die verschütteten Konflikte der verschiedenen Generationen im Mittelpunkt seiner Stücke. Ab Mitte der 1990er Jahre sind es die von der Gesellschaft Ausgeschlossenen, mit denen er sich in seiner dramatischen Arbeit beschäftigte.
Die größte Aufmerksamkeit in der schwedischen Öffentlichkeit erhielt SIEBEN DREI. In diesem Stück ließ Norén verurteilte Rechtsradikale auftreten. Zwei von ihnen verübten während eines Freigangs im Rahmen des Theaterprojekts einen Banküberfall und ermordeten zwei Polizisten.

### Krieg
„Krieg“ (schwedisch: „Krig“) hatte am 29. Januar 2005 in Bonn Premiere auf einer deutschsprachigen Bühne. Darin kehrt ein Mann aus dem Krieg zurück. Er hat sein Augenlicht verloren. Seine Frau und die beiden jugendlichen Töchter leben auf einer demolierten Autobahnbrücke in einem nicht näher bezeichneten Land – Andeutungen lassen auf Bosnien oder ein anderes südost-europäisches Land schließen. In Gesprächen und Handlungen versucht der Vater, sich ein Bild des Ausmaßes der Zerstörungen zu machen, die der Krieg bei seiner Frau, seinem Bruder und den beiden Töchtern angerichtet hat. Blindheit und Lügen lassen ihn dabei nicht weit kommen.
Noréns trostloses Heimkehrerstück lebt von den – häufig drastischen – Dialogen der beteiligten Personen. Auswege aus der Misere sehen die Akteure höchstens in der Flucht nach Deutschland oder in ein Land ihrer Träume.

## Übersetzungen
- Die Bienenväter, Suhrkamp st 117, 1973 – aus dem Schwedischen von Dorothea Bjelfvenstam, ISBN 3-518-06617-X.
- Dämonen, Suhrkamp, 1985 – aus dem Schwedischen von Angelika Gundlach.
- Nachtwache, Suhrkamp, 1996 – aus dem Schwedischen von Angelika Gundlach.
- Eintagswesen, Suhrkamp, 1999, ISBN  978-3-518-40153-8.

## Auszeichnungen
- 1978: Gerard-Bonnier-Lyrikpreis
- 1983: Dramatiker des Jahres (Schweden)
- 1985: Kellgren-Preis
- 1994: „Pilotpris“ (Schweden)
- 2003: Nordischer Preis der Schwedischen Akademie
- 2008: Litteris et Artibus
- 2012: Bellman-Preis
- 2017: Selma-Lagerlöf-Preis

## Stücke (Auswahl)
- Die Fürstenlecker, 1972
- Nacht, Mutter des Tages
- Chaos ist nahe bei Gott
- Hebriana
- Nachtwache
- Dämonen, 1984
- Bobby Fischer wohnt in Pasadena, 1990
- Sieben drei
- Blut, 1995
- Personenkreis 3.1, 1998, Berliner Schaubühne, 2000
- Schattenjungs, 1999
- Überwintern, 2003, Theater Oberhausen, 2015[4]
- Kälte, Kammerspiele des Deutschen Theaters (Berlin) 2004[5]
- Krieg, 2005
- 3.31.93, 2013, Schauspiel Köln, 2015